# Brandnertal
Het Brandnertal is een dal in de Oostenrijkse deelstaat Vorarlberg. De naam wordt ook gebruikt voor het skigebied dat zich hier bevindt. 
Het Brandnertal is vernoemd naar de gemeente Brand in Vorarlberg, die in het dal is gelegen. 

## Geografie

### Ligging
Het Brandnertal strekt zich in zuidelijke richting over ongeveer vijftien kilometer vanaf de stad Bludenz naar de Lünersee, gelegen voor het Schesaplanamassief. De rivier de Alvier stroomt door het dal. In het laagstgelegen deel stroomt deze rivier door de wildromantische Bürserschlucht, een smalle kloof in het rotsmassief.
Het Brandnertal is verkeerstechnisch gezien bereikbaar vanuit de gemeente Bürs. In het dal liggen de gemeenten Brand en Bürserberg.

## Toerisme
De gemeente Brand wordt in de zomer bezocht door 105.000 gasten. In de winter loopt dit op tot 160.000 toeristen.
Er is veel geld geïnvesteerd in lawine controle en het voorkomen van stortvloed. 70% van de pistes en de dalafdalingen kunnen met kunstsneeuw worden bedekt. Hierdoor is sneeuwzekerheid gegarandeerd.

### Zomer
Het Brandnertal staat bekend om zijn bergtochten, maar er zijn ook lichte wandelpaden met bepaalde topics zoals de kruidenwandeling ("herb hiking"), de lichte wandeling naar de Kesselwaterval (Duits: Kesselfall) langs de rivier Alvier die ongeveer een uur duurt en het dierbelevenispad voor kinderen.
Met 110 kilometer officiële mountainbikeroutes is mountainbiken een populaire activiteit in het Brandnertal. Er is een aanbod aan freeride tours in de natuur die zowel voor kinderen als voor volwassenen geschikt zijn.

###### Dagwandelingen
- Mondspitze (4u30min)[7][8]
- Heinrich-Hueter-Hütte – Brand (4u30min)[9]
- Brand – Latschau/Tschagguns (8u45min)[10]

###### Meerdaagse wandelingen[11]
- 2 dagen: Lünersee – Linderauer Hütte – Lünersee / Schesaplana Rundtour / Brand – Saulasteig – Zimbajoch – Brand
- 3 dagen: Brand – Sarotla Hütte – Heinrich-Hueter-Hütte – Lindauer Hütte – Lünersee – Brand
- 4 dagen: Brand – Heinrich-Hueter-Hütte – Schesaplana Hütte – Malbun – Brand
- 5 dagen: Brand – Nenzinger Himmel – Mannheimer Hütte – Schesaplana – Totalp Hütte – Heinrich-Hueter-Hütte – Brand

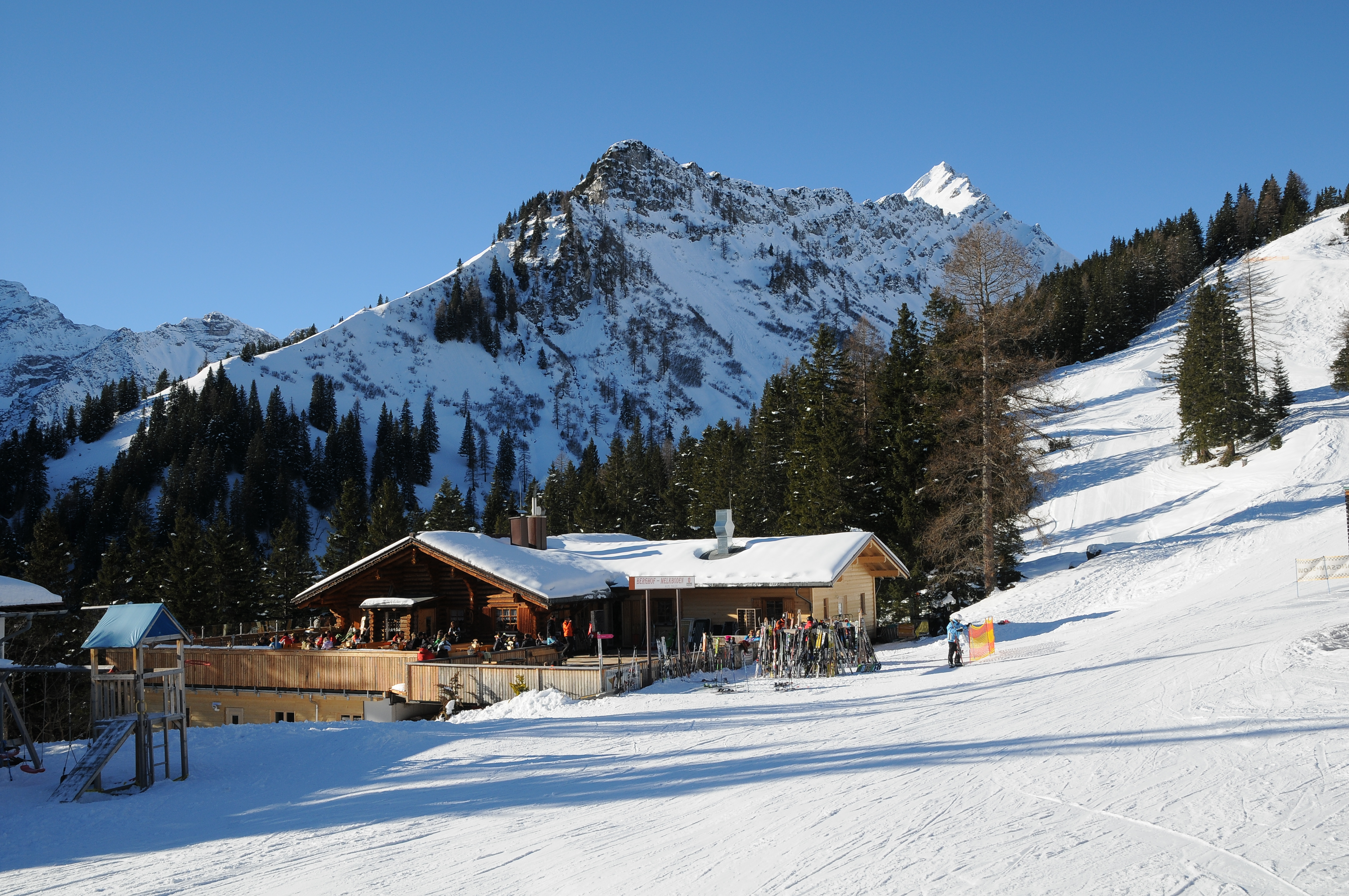
Alpengasthof Melkboden vlak bij de top Windecker Spitze op 1331m

### Winter
Het skigebied Brandnertal ligt op een hoogte tussen 890 en 2000m. In totaal heeft het Brandnertal 64,4 km aan pisten met een kabelbaan, twee gondelliften en zes stoeltjesliften. Verder biedt het skigebied een funpark voor freestylers, drie rodelbanen en een schaatsbaan.
| Naam                        | Type                       | Inbedrijfstelling | Lengte (in m) | Capaciteit (aantal personen per uur) | Vervaardiger |
| --------------------------- | -------------------------- | ----------------- | ------------- | ------------------------------------ | ------------ |
| Panoramabahn Burtschasattel | Kabelbaan (60 personen)    | 2007              | 1564          | 800                                  | Steurer      |
| Palüdbahn                   | Gondellift (8 personen)    | 2010              | 1604          | 1430                                 | Doppelmayr   |
| Dorfbahn Brand              | Gondellift (8 personen)    | 2007              | 1120          | 2400                                 | Doppelmayr   |
| Glattjochbahn               | Stoeltjeslift (6 personen) | 1999              | 1878          | 2400                                 | Doppelmayr   |
| Gulmabahn                   | Stoeltjeslift (6 personen) | 1998              | 1219          | 2019                                 | Doppelmayr   |
| Einhornbahn II              | Stoeltjeslift (4 personen) | 1999              | 1088          | 1600                                 | Doppelmayr   |
| Loischkopf                  | Stoeltjeslift (2 personen) | 1996              | 927           | 1427                                 | Doppelmayr   |
| Niggenkopfbahn II           | Stoeltjeslift (2 personen) | 1976              | 744           | 1440                                 | Doppelmayr   |
| Einhornbahn I               | Stoeltjeslift (2 personen) | 1972              | 1120          | 900                                  | Doppelmayr   |

De Dorfbahn, Palüdbahn, Panoramabahn en de Einhornbahn II zijn ook in de zomerperiode geopend.